# Wertach
Wertach – gmina targowa w południowych Niemczech, w kraju związkowym Bawaria, w rejencji Szwabia, w regionie Allgäu, w powiecie Oberallgäu. Leży w Allgäu, w Alpach Algawskich, około 15 km na północny wschód od Sonthofen, przy drodze B310.
Najwyższym punktem jest Wertacher Hörnle.

## Demografia
| Rok  | Liczba mieszkańców |
| ---- | ------------------ |
| 1970 | 1 558              |
| 1987 | 1 872              |
| 2000 | 2 330              |

## Polityka
Wójtem gminy jest Eberhard Jehle, poprzednio urząd ten obejmował Otto Hengge. W skład rady gminy wchodzi 14 osób.
|      | CSU | Wählerschaft der Arbeitnehmer | Parteilose Wählerschaft | Freie Wählerschaft | Unabhängige Frauengruppe | Razem |
| 2008 | 4   | 3                             | 3                       | 2                  | 2                        | 14    |
| 2002 | 5   | 3                             | 2                       | 2                  | 2                        | 14`   |